# Ромбовая колистия
Ромбовая колистия или колистия Гюнтера (лат. Colistium guntheri) — вид лучепёрых рыб из рода колистии семейства ромбосолеевых. Глаза расположены на правой стороне тела. Жаберные перепонки сросшиеся. Спинной плавник начинается перед глазами на слепой стороне тела на рыле, и тянется до хвостового стебля. Отсутствуют радиалии грудных плавников. Брюшные плавники асимметричные. На глазной стороне брюшной плавник соединяется с анальным плавником. Боковая линия хорошо развита на обеих сторонах тела. Морские донные рыбы. Икринки с многочисленными жировыми каплями. Длина тела до 91,4 см, максимальная зарегистрированная масса 1,8 кг, а возраст 21 год. Распространены в юго-западной части Тихого океана у побережья Новой Зеландии. Встречаются на глубине от 27 до 49 м. Молодь до 2-х лет держится в устьях рек и на песчаных или илистых мелководьях. Охранный статус вида не определен и он является объектом промыслового и спортивного рыболовства.